# Pálháza
Pálháza is een plaats (város) en gemeente in het Hongaarse comitaat Borsod-Abaúj-Zemplén. Pálháza telt 1102 inwoners (2005).